# Wabarra
Wabarra är ett släkte av spindlar. Wabarra ingår i familjen mörkerspindlar.
Kladogram enligt Catalogue of Life:
| Wabarra | \| \| Wabarra caverna \| \| \| \| \| \| Wabarra pallida \| \| \| \| |
|         | \| \| Wabarra caverna \| \| \| \| \| \| Wabarra pallida \| \| \| \| |
|         | Wabarra caverna                                                     |
|         |                                                                     |
|         | Wabarra pallida                                                     |
|         |                                                                     |